# Саравак
Саравак е щат на Малайзия. Населението му е 2 471 140 жители (по преброяване от 2010 г.), а има площ от 124 451 кв. км. Телефонните му кодове са в диапазона 082 – 086. Пощенските му кодове са в диапазона 93ххх до 98ххх. Саравак е богат на природни ресурси – природен газ и петрол. Щатът е също един от най-големите световни износители на тропическа дървесина, което допринася за голям дял от малайзийския износ като цяло. Туризмът е една от основните индустрии. Щатът е бил посетен от 3 270 655 туристи за 2010 г.